# Tanja Godina
Tanja Godina (Maribor, Yugoslavia, 21 de septiembre de 1970) es una deportista eslovena que compitió para Yugoslavia en natación, en la modalidad de aguas abiertas. Ganó una medalla de bronce en el Campeonato Europeo de Natación en Aguas Abiertas de 1989, en la prueba de 5 km.

## Palmarés internacional
| Representando a Yugoslavia |                         |                   |        |
| Campeonato Europeo         |                         |                   |        |
| Año                        | Lugar                   | Medalla           | Prueba |
| 1989                       | Stari Grad (Yugoslavia) | Medalla de bronce | 5 km   |